# Майбах, Альберт
Альберт Майбах (нем. Arnold Heinrich Albert Maybach, 1822—1904) — прусский министр. В 1888 году он получил дворянство и стал именоваться фон Майбах.
Как защитник перехода всех железных дорог в собственность имперского правительства, он был поставлен в 1874 году во главе вновь учреждённого Имперского управления железных дорог. В 1878 году он был назначен прусским министром торговли, а в следующем году — министром общественных работ и начальником имперских железных дорог в Эльзас-Лотарингии. С 1882 по 1893 год был депутатом в прусском ландтаге. В 1883 году он отстаивал мысль Бисмарка о постепенном выкупе всех частных железных дорог. Последовавший затем переход дорог в руки казны был главным образом его делом. В 1889 году он высказался против понижения железнодорожных тарифов, предложенного свободомыслящей партией; в 1890 году принял суровые меры против рабочих на казённых заводах и мастерских, участвовавших в праздновании 1 мая. В 1891 году вышел в отставку.